# Dakota Wizards 2008-2009
La stagione 2008-09 degli Dakota Wizards fu la 3ª nella NBA D-League per la franchigia.
I Dakota Wizards arrivarono secondi nella Central Division con un record di 27-23. Nei play-off vinsero il primo turno con gli Iowa Energy (1-0), perdendo poi le semifinali contro gli Utah Flash (0-1).

## Roster
| N° | Naz.                   | Ruolo | Sportivo         | Anno | Alt. | Peso |
| -- | ---------------------- | ----- | ---------------- | ---- | ---- | ---- |
| 0  | Stati Uniti (bandiera) | AC    | Rod Benson       | 1984 | 208  | 107  |
| 6  | Stati Uniti (bandiera) | G     | Blake Ahearn     | 1984 | 188  | 86   |
| 7  | Stati Uniti (bandiera) | A     | Renaldo Major    | 1982 | 201  | 91   |
| 12 | Stati Uniti (bandiera) | G     | Carlos English   | 1984 | 175  | 77   |
| 15 | Stati Uniti (bandiera) | G     | Jawann McClellan | 1985 | 193  | 90   |
| 18 | Stati Uniti (bandiera) | P     | David Bell       | 1981 | 185  | 88   |
| 21 | Stati Uniti (bandiera) | A     | David Monds      | 1983 | 203  | 108  |
| 23 | Stati Uniti (bandiera) | G     | Maurice Baker    | 1979 | 185  | 79   |
| 24 | Stati Uniti (bandiera) | C     | Jesse Smith      | 1982 | 211  | 117  |
| 32 | Messico (bandiera)     | AP    | Romel Beck       | 1982 | 201  | 87   |
| 33 | Stati Uniti (bandiera) | AG    | Richard Hendrix  | 1986 | 206  | 111  |
| 34 | Stati Uniti (bandiera) | A     | William Frisby   | 1981 | 203  | 106  |
| 44 | Stati Uniti (bandiera) | AC    | Brad Stricker    | 1977 | 211  | 127  |
|    | Stati Uniti (bandiera) | A     | Quemont Greer    | 1981 | 201  | 115  |
|    | Iran (bandiera)        | C     | Hamed Haddadi    | 1985 | 218  | 115  |
|    | Canada (bandiera)      | GA    | Denham Brown     | 1983 | 196  | 98   |
|    | Stati Uniti (bandiera) | A     | Marcus Hubbard   | 1983 | 206  | 194  |

## Staff tecnico
- Allenatore: Duane Ticknor
- Vice-allenatore: Kevin Rice
- Preparatore atletico: Ray Hall